# 安達瓦伊拉斯區
13°39′27″S 73°23′00″W / 13.65750°S 73.38333°W
安達瓦伊拉斯區（西班牙語：Distrito de Andahuaylas），是秘魯的一個區，位於該國南部阿普里馬克大區的安達韋拉斯省，面積370平方公里，海拔高度2,926米，2005年人口34,087，人口密度每平方公里92人。